# توباموویروس
توباموویروس (انگلیسی: Tobamovirus) یک سرده از ویروس‌های RNA رشته مثبت در خانواده Virgaviridae است. بسیاری از گیاهان، از جمله تنباکو، سیب زمینی، گوجه فرنگی و کدو، به عنوان میزبان طبیعی عمل می‌کنند. بیماری‌های مرتبط با این جنس عبارتند از: ضایعات نکروزه روی برگ‌ها. نام توباموویروس از میزبان و علائم اولین ویروس کشف شده (ویروس موزاییک تنباکو) گرفته شده است.
چهار زیرگروه غیررسمی در این جنس وجود دارد: اینها توباموویروس‌هایی هستند که براسیکا، کوکوربیت‌ها، مخرب‌ها و گیاهان سولاناسه را آلوده می‌کنند. تفاوت اصلی بین این گروه‌ها توالی ژنوم و محدوده مربوط به گیاهان میزبان است. ۳۷ گونه در این سرده وجود دارد.

## ساختار
توباموویروس‌ها بدون پوشش، با هندسه میله‌ای مارپیچ و تقارن مارپیچی هستند. در آن‌ها قطر حدود ۱۸ نانومتر، با اندازه طول حدود ۳۰۰–۳۱۰ نانومتر است. ژنوم‌ها خطی و غیرقطعی هستند و طولی در حدود ۶٫۳–۶٫۵ کیلوبایت دارند.

## ژنوم
آران‌ای آن دست کم چهار پلی پپتید را کد می‌کند: این‌ها پروتئین غیر ساختاری و محصول خواندنی هستند که در تکثیر ویروس نقش دارند (آران‌ای پلیمراز وابسته به آران‌ای، RdRp). پروتئین حرکتی (MP) که برای حرکت ویروس بین سلول‌ها و پروتئین پوششی (CP) ضروری است. بخش خواندنی از RdRp ممکن است به عنوان یک پروتئین جداگانه در TMV بیان شود. ویروس قادر به تکثیر بدون حرکت یا پوشش پروتئین است، اما دو مورد دیگر ضروری هستند.